# Юлія Меза
Юлія Меза (*Julia Maesa, 7 травня 165 —3 серпня 226) — впливова матрона часів Римської імперії.

## Біографія
Народилася у 165 р. у сирійському місті Емеса (сучасний Хомс). Походила з впливової родини Сирії. Донька Гая Юлія Бассіана, жерця бога Геліогабала. Була сестрою Юлії Домни, дружини імператора Септимія Севера. Замолоду вийшла заміж за місцевого аристократа Гая Юлія Авіта Алексіана, консула 198 року. Народила двох доньок. За правління імператорів Септимія Севера та Каракалли мешкала в імператорському палаці. після вбивства у 217 р. Каракалли, повернулася на батьківщину.
У 218 р. вирішила розпочати боротьбу проти імператора Макріна, оголосивши онука Бассіана сином вбитого імператора Каракалли. 8 червня того ж року війська Геліогабала перемогли Макріна поблизу Антіохії. Незабаром після цього Юлія Меза разом з доньками та імператором Геліогабалом перебралася до Риму. У 219 р. вона отримала титул Августи.
Юлія Меза отримала значний вплив на імператора Геліогабала. разом з донькою Юлією Соемією фактично керувала імперією. Водночас намагалася стримувати емоційного та непостійного правителя. За дозволом Геліогабала отримала право бути присутньою на засіданнях сенату. Незабаром побачила повну нездатність Геліогабала керувати державою, тому вирішила підготувати йому заміну. У 221 р. вона змусила Геліогабала всиновити Алексіана (онука Юлії Мези та двоюрідного брата імператора).
Після загибелі у 222 р. онука Геліогабала та доньки Юлії Соемії, Юлія Меза домоглася проголошення імператором іншого свого онука Алексіана, який назвався Олександром Севером. Юлія Меза продовжувала керувати імперією, тепер з іншою донькою — Юлією Мамеєю. Померла у 226 р. у Римі. Після цього була оголошена божественною.

## Родина
Чоловік — Гай Юлій Авіт Алексіан
Діти:
- Юлія Соемія
- Юлія Мамея